# Че Иисус
Че Хесус — изображение Иисуса Христа, выполненное в стиле знаменитого двухцветного портрета Че Гевары Джима Фитцпатрика, который сам основан на знаменитой фотографии Альберто Корды «Героический партизан».

## Предыстория
Изображение было создано Чезом Бейфилдом, Мартином Кассоном и Тревором Уэббом для сети церковной рекламы (CAN) в Великобритании и использовалось для пропаганды посещения церкви на Пасху 1999 года. На плакате использовался слоган: «Кроткий. Мягкий. Как будто. Откройте для себя настоящего Иисуса. Церковь. 4 апреля.» В церквях по всей Великобритании было распространено 50 000 листовок, а на автобусных остановках, железнодорожных станциях и рекламных щитах были расклеены плакаты.
Художественное оформление для плаката было создано путем копирования изображения Христа на ацетат и нанесения его поверх копии фотографии Корды. Путем обводки двух лиц было создано составное лицо. Изображение копировалось еще раз и дополнительно обводилось чернилами для создания черно-белой копии. Затем изображение сканировалось на Apple Macintosh, фон менялся на красный и добавлялся оригинальный шрифт Мэтта Макмаллена.
Появление изображения Че Иисуса стало международной новостью, и позже оно появилось на выставке 2000 года «Видение спасения» в Лондонской национальной галерее, было представлено в зоне веры в Куполе тысячелетия и появилось в 2006 году на выставке «Че Гевара: революционер и икона» в Музее Виктории и Альберта.

## Реакция на Че Иисуса
Изображение было встречено с гневом консервативными членами церкви и некоторыми политиками, которые осудили маркетинговую стратегию как богохульную за использование «жестокого коммуниста и атеиста» для продвижения Иисуса.Тори Энн Уиддкомб, которая несколькими годами ранее перешла из Церкви Англии в римо-католичество, сказала: «Мы должны подражать Христу, а не Христос подражает нам». Бывший член парламента Тори Гарри Гринуэй, спонсор Консервативного христианского братства, назвал плакат «крайне кощунственным» и потребовал, чтобы ответственные за это были отлучены от церкви. Он пригрозил выразить протест архиепископу Кентерберийскому, доктору Джорджу Кэри, в «самых сильных выражениях». Американский комментатор Джордж Уилл назвал кампанию «симптомом глупости, которая не признает границ».
Епископ Эли, его преподобие Стивен Сайкс, выступил в защиту кампании и отверг обвинения в том, что она была богохульной. «Цель рекламы — вызвать замечания», — сказал он. «Она была успешной». Он добавил: «Хотя неявно проводится аналогия между революцией политического лидера и революцией Иисуса, не говорится и не подразумевается, что Иисус был политическим революционером или одобрил бы действия Че Гевары». Преподобный Том Эмброуз, член CAN и директор по коммуникациям епархии Эли, сказал, что плакат был разработан, чтобы заставить людей задуматься о христианстве. Он сказал: «Мы хотим, чтобы люди поняли, что Иисус не слабак в белой ночнушке или кто-то, кто немного не в себе, но сильная, революционная фигура».